# Inelul Pescarului

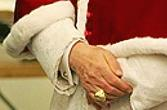

Inelul Pescarului (în latină Anulus piscatoris) face parte oficial din însemnele Papei, pe care Biserica Catolică îl identifică drept succesor al Sfântului Petru, a cărui meserie era cea de pescar. Papa primește acest inel la începutul pontificatului său. Inelul este din aur și îl reprezintă, în basorelief, pe Apostolul Petru pescuind dintr-o barcă.
Inelul Pescarului este un sigiliu utilizat până în 1842 pentru sigilarea oricărui document oficial redactat de Papa sau contrasemnat de el.

## Semnificație
Își datorează numele prin faptul că îl reprezintă pe Sfântul Petru pescuind cu plasa din barcă, o evocare a faimoasei pescuiri minunate pe care a realizat-o apostolul în locul în care Isus i-a spus să-și arunce mrejele  /  plasele, cerându-i apoi: „Nu te teme; de acum înainte vei fi pescar de oameni” (Luca, 5. 1-11).

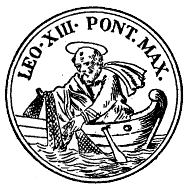
Inelul Pescarului purtat de Papa Leon al XIII-lea.

Din primul mileniu creștin, acest inel autentifică credința episcopului care îl poartă. La origine, acest inel era sigiliul privat al papei, utilizat pentru sigilarea unor acte, de exemplu, enciclice, în opoziție cu bula de plumb, sigiliul său oficial și solemn.
În zilele noastre, Inelul Pescarului nu mai este folosit ca sigiliu, rămânând un însemn al puterii pontificale. După moartea papei, Inelul Pescarului este spart, în mod solemn de către cardinalul Carmelengo, în același timp cu sigiliul de plumb, în prezența cardinalilor.
Inelul Pescarului primit de papa Ioan Paul al II-lea era un simplu sigiliu oval, în timp ce inelul purtat de papă îi fusese dat de papa Paul al VI-lea.
Inelul Pescarului avut de papa Ioan Paul al II-lea nu a fost distrus ci a fost donat simbolic Sfântului Iosif, iar apoi a fost depus de arhiepiscopul Cracoviei Franciszek Macharski în biserica Ordinului Carmeliților Desculți din Wadowice, orașul natal al pontifului defunct. 
Papa Benedict al XVI-lea a fost primul papă, după secolul al XIX-lea care a purtat Inelul Pescarului; acesta a devenit o lucrare unică, confecționată de bijutierul italian Claudio Franchi, din 35 de grame de aur, gravat pe margini cu inscripția „Benedictus XVI”.
În urma renunțării papei Benedict al XVI-lea, Inelul Pescarului purtat de acesta nu a mai fost distrus, ci pur și simplu „bifat” cu zgârieturi și apoi expus la Muzeele Vaticane..
Până la papa Benedict al XVI-lea, Inelul Pescarului era confecționat din aur; succesorul său, papa Francisc, a ales să aibă unul din argint aurit.